# Монтегю, Симон, 1-й барон Монтегю
Симон де Монтегю (англ. Simon de Montacute; приблизительно 1259 — 27 сентября 1316) — английский аристократ, 1-й барон Монтегю с 1299 года. Участвовал в завоевании Уэльса, в войнах с Шотландией и Францией. Благодаря браку получил права на остров Мэн.

## Биография
Симон де Монтегю принадлежал к старинному рыцарскому роду нормандского происхождения, закрепившемуся в Англии в XI веке, при Вильгельме Завоевателе; Дрого де Монтекют получил от этого короля за свои заслуги земли в Сомерсете. Симон был прямым потомком Дрого и родился приблизительно в 1259 году в семье Уильяма де Монтегю и его жены Берты. В 1270 году, будучи ещё несовершеннолетним, он потерял отца и унаследовал обширные семейные владения, располагавшиеся, кроме Сомерсета, в Дорсете, Девоншире, Бакингемшире и Оксфордшире. В 1277 и 1282 годах Монтегю участвовал в походах короля Эдуарда I в Уэльс, в результате которых этот регион был окончательно завоёван. В 1283 году он был вызван в парламент в Шрусбери и вместе с прочими баронами вынес смертный приговор последнему независимому князю Уэльса Давиду ап Грифиду, так что тот был подвергнут мучительной казни.
В 1294 году Эдуард I вызвал Симона для участия в экспедиции в Гасконь, где в это время началась война с королём Франции, но вскоре, по-видимому, отказался от его услуг. Известно, что двумя годами позже Монтегю смог прорваться на корабле, гружёном провизией, в осаждённый Бург-сюр-Мер, и врагу из-за этого пришлось уйти от города. В 1302 году Симон снова находился в Гаскони, но основная его деятельность развернулась на севере.
В 1298 году Симона вызвали как барона Монтегю в Йорк на собрание светских сословий, где обсуждались шотландские дела; с этого момента он регулярно участвовал в шотландской войне на суше и на море. Возможно, барон сражался при Фолкерке 22 июля 1298 года, где англичане разбили Уильяма Уоллеса. Он совершенно точно участвовал в осаде Карлаверока (1300), в том же году предоставил королю два корабля для боевых действий, в 1307 году воевал на море в качестве капитана, а в 1310 году командовал флотом как адмирал. В 1301 году Монтегю подписал как Simon dominus de Monte Acuto письмо английских баронов к папе римскому, обосновывавшее претензии Эдуарда I на Шотландию.
Награды короля за верную службу оказались достаточно скудными. В 1299—1301 годах Монтегю был губернатором замка Корф в Дорсете (позже было подсчитано, что за это время замок понёс ущерб в 100 марок), в 1309 году получил опеку над замком Бомарис на острове Англси. Кроме того, Эдуард I простил Симону долг его отца в 120 фунтов (1306). В 1311 году барон оказался на время в тюремном заключении в Виндзорском замке; предположительно причиной тому стала его попытка установить контроль над островом Мэн. В 1313 году Монтегю был помилован. До конца жизни он нёс военную службу и умер 27 сентября 1316 года, в возрасте приблизительно 57 лет. Тело барона похоронили в аббатстве Брутон в Сомерсете.

## Семья
Приблизительно в 1270 году Симон де Монтегю женился на Гевизе де Сент-Аманд, дочери Эмера де Сент-Аманда, а после её смерти в 1287 году — на Изабелле, происхождение которой неизвестно. По-видимому, в 1304 году он вступил в третий брак, с Ауфрикой, дочерью Фергюса, короля острова Мэн. Этот остров в 1265 году был захвачен шотландцами, а в 1290 году перешёл под контроль Англии; Ауфрика передала права на него мужу. В источниках упоминаются трое сыновей Симона — Уильям (он стал наследником отца), Симон и Джон.